# Juli Marial i Mundet
Juli Marial i Mundet   (Barcelona, 3 d'abril de 1885 - Barcelona, 21 de maig de 1963) fou un futbolista, dirigent esportiu i empresari català.

## Trajectòria
Va néixer dins una família barcelonina acomodada. El seu pare fou l'arquitecte i polític Juli Marial i Tey, la seva mare fou Caterina Mundet i Farreras, ambdós naturals de Barcelona, i el seu germà fou el també polític Melcior Marial. Es casà amb Rosina Escoda el 1911, de qui es divorcià el 1934, i es casà en segones núpcies amb Leonor Juanpere. Professionalment es dedicà, com el seu pare, al sector de la construcció com a contractista.
Començà a practicar el futbol a l'Irish Football Club, on jugà com a porter des de la fundació del club el 1901 fins a la seva dissolució la tardor de 1903. Fou president del club des de pràcticament els seus inicis, i com a tal participà en la creació de l'Assocació Catalana de Clubs de Futbol. En començar la temporada 1903-04, amb la desaparició de l'Irish FC, ingressà al FC Barcelona, on jugà fins al final de la temporada 1907-08, primer com a porter i més tard com a centrecampista. El seu èxit més gran fou el Campionat de Catalunya de futbol de l'any 1905.
L'1 d'octubre de 1906, essent encara jugador del club, fou elegit president del club per l'assemblea de socis. Fou escollit per un segon mandat el 6 de novembre de 1907. Durant aquests anys el club visqué una crisi social i esportiva baixant el nombre de socis a només 38. Aquests anys l'equip va perdre gran part dels seus jugadors més veterans, com Gamper, Witty, Meyer, Ossó, Harris o Parsons, pilars de l'equip des de la seva fundació. No obstant, durant el seu mandat van arribar al club diversos futbolistes que finalment van ser el relleu generacional de l'equip, com ara Amechazurra, Bru o Wallace, els quals, uns anys més tard, dugueren el club a assolir la seva primera Copa d'Espanya l'any 1910. El club va viure enfrontaments amb la Federació Catalana de Futbol i en especial amb el seu president, Isidre Lloret, a qui acusà de beneficiar el Football Club X durant els campionats de Catalunya de 1907 i 1908. Finalment, per posar fi a les baralles, l'11 d'octubre de 1908 Marial acceptà també la presidència de la Federació, substituint Lloret, qui havia rebut fortes crítiques de la premsa esportiva. A les acaballes de l'any 1908 abandonà la presidència del Barça i de la Federació.
A més del futbol, Marial estigué lligat a altres esports. Fou soci fundador del Club Natació Barcelona el 1907, formant part de la primera junta directiva com a comptable i fou membre de la Real Sociedad de Sport Vasco, on practicà el joc de pilota al Frontó Comtal. També fou soci del Reial Automòbil Club de Catalunya (RACC) i propietari d'un Hispano Suiza. Participà en nombroses curses automobilístiques, destacant el seu triomf a la Volta a Catalunya de segona categoria l'any 1917.

## Palmarès
- Campionat de Catalunya de futbol:
  - 1905